# 朱利亚诺·阿马托
朱利亚诺·阿马托（義大利語：Giuliano Amato，1938年5月13日—），生于意大利都灵，政治家，曾任意大利總理。

## 生平
阿马托1960年毕业于比萨大学法律系，后又获得美国哥伦比亚大学法学硕士学位。
1983年当选众议员，1992年至1993年以社会党人身份担任意大利总理，領導由意大利天主教民主黨、意大利共和黨、意大利自由黨、意大利社會黨及意大利民主社會黨最後一屆五黨聯合政府（橄榄树联盟）。1993年因貪腐醜聞而下台，天民黨等五黨結束近半個世紀的統治。
1999年5月，接替出任總統的卡洛·阿泽利奥·钱皮，擔任国库部长。
2000年马西莫·达莱马下台後，第二次出任意大利总理，直至2001年中右翼聯盟領導人西尔维奥·贝卢斯科尼重新上台執政。
2006年中左翼聯盟重新上台後，他在罗马诺·普罗迪第二次內閣出任內政部長，直至2008年中右翼聯盟領導人西尔维奥·贝卢斯科尼重新上台執政。